# أبو عبد الله الشريف التلمساني
أبو عبد الله محمد بن أحمد بن علي الشريف الإدريسي التلمساني هو العالم الأصولي وعلامة بلاد المغرب في زمنه من أهل القرن الثامن الهجري المولود عام 710 (1310 مـ) بقرية العلويين، إحدى قرى أعمال تلمسان.

## نسبه
كما وجد بخط ابنه أبي محمد عبد الله الغريق، هو أبو عبد الله محمد بن أحمد بن علي بن يحيى الأصم بن محمد بن القاسم بن حمود بن احمد بن علي بن عبد الله بن عمر بن إدريس الأصغر بن إدريس الأكبر بن  عبد الله الكامل بن الحسن المثنى بن الحسن السبط بن علي بن أبي طالب بن عبد المطلب بن هاشم بن عبد مناف  بن قصي بن كلاب بن مرة بن كعب بن بن لؤي بن غالب بن فهر بن مالك بن النَّضر بن كنانة بن خزيمة بن مدركه بن ألياس بن مضر بن نزار بن معد بن عدنان .
الحسني الهاشمي القرشي المشهور ببلاد المغرب. كان لا يدافع عن نسبه ولا يلتفت إلى من يطعن فيه.

## نشأته
نشأ الشريف التلمساني في أسرة علم ودين ونسب ووجاهة. كان والده أبو العباس أحمد بن علي من فقهاء تلمسان بزمانه ووجهائها، وخاله عبد الكريم من أهل التقوى والصلاح واليسار. حرص على تنشئته وتربيته تربيه علمية ودينية في حاضرة بني زيان وعاصمة المغرب الأوسط تلمسان، مدينة العلم والإشعاع الفكري في العصر الوسيط.
بعد أن أخذ من معين علماء بلدته، ارتحل إلى فاس وتلقى عن شيوخها، ثم إلى تونس، ولقي هناك عدة من العلماء استفاد من علمهم. عاد بعد رحلته العلمية إلى مدينة تلمسان وجلس لتدريس العلوم الشرعية والعقلية حتى ذاع صيته بين الأمصار والأقطار فالتف حوله طلبة العلم من شتى البقاع.

## محنته وغربته
عايش الشريف التلمساني الكثير من الفتن التي وقعت بين بني مرين ملوك فاس وبني زيان ملوك تلمسان وقد أخذه أبو عنان المريني إلى فاس في جملة من أهل تلمسان بعد أن دخلها وصارت تحت حكمه فوجد من ذلك غربة ووحشة، وكان قد سجنه لأنه شهد على ودائع للسلطان الزياني أبي سعيد الذي كان مقربا منه ولم يخبر بها أبا عنان،  إلى أن سرحه بعد ذلك صاحب فاس الوزير عمر بن عبد الله سنة 759 هـ إلى تلمسان وكان عليها أبو حمو موسى الثاني الزياني فاحتفى به هذا الأخير وأكرمه وبنى له المدرسة اليعقوبية التي ظل يدرس بها حتى وفاته.

## صفاته
قال ابن مريم في البستان: «وكان من أجمل الناس وجها وأهيبهم وأنوار الشرف في وجهه باهرة وقورا مهيبا ذا نفس كريمة وهمة نزيهة رفيع الملبس بلا تصنع سري الهمة بلا تكبر حليما متوسطا في أموره قوي النفس يسرد القول في أخلاقه مؤيدا بطهارة ثقة عدلا ثبتا سلم له الأكابر بلا منازع أصدق الناس لهجة وأحفظهم مروءة مشفقا على الناس رحيما بهم يتلطف في هدايتهم لا يألو جهدا في إعانتهم والرفق بهم وحسن اللقاء ومواساتهم ونصح العام كريم النفس طويل اليد رحب الراحة يعطي رفيع الكساء الرقيقة ونفقات عديدة ذا كرم واسع وكنف لين وبشاشة وصفاء قلب.»

## أسرته
تزوج الشريف امرأتين كانت الأولى شريفة من قرابته كما ذكر ابن مريم وكانت الثانية أميرة زيانية وهي ابنة السطان أبي حمو الثاني الزياني العبدوادي الزناتي، وخلف ولدين كانا من أكابر علماء بلاد المغرب هما:
- أبو محمد عبد الله الشريف المعروف بالغريق ولد بتلمسان سنة 748 (1347 مـ) والميت غرقا بالبحر لدى عودته من الأندلس سنة 792 (1389 مـ)؛
- أبو يحي عبد الرحمن الشريف المولود بتلمسان سنة 757 (1356 مـ) والمتوفى بها سنة 826 (1422 مـ).

## علمه وآثاره
كان الشريف التلمساني من أكابر العلماء المجددين ببلاد المغرب وقد كان بارعا في الفلك والحساب والمنطق والتاريخ والهندسة والفلاحة إلى جانب علمه الوفير بعلوم الدين من تفسير وحديث وأصول الدين وكان إمام المغرب بزمانه. ذكره جملة من العلماء والمؤرخين ممن عرفوه وعايشوه، منهم العلامة ابن خلدون وابن مرزوق الحفيد.
ترك الإمام التلمساني مصنفات كثيرة أشهرها:
- مفتاح الوصول إلى بناء الفروع على الأصول؛
- مثارات الغلط؛
- شرح جمل الخونجي؛
- كتاب في القضاء والقدر؛
- كتاب في المعاوضات أو المعاطاة؛
- وعدة مصنفات أخرى ورسائل وفتاوي.

## وفاته
توفي عام 771 (1370 مـ) وقال السلطان أبو حمو موسى الثاني الزياني لابنه عبد الله: «ما مات من خلفك إنما مات أبوك لي لأنني أباهي به الملوك»، ودفن بالمدرسة اليعقوبية مع أبي يعقوب والد السلطان أبي حمو وعمه السلطان أبي سعيد وهو الذي يعرف اليوم بجامع سيدي إبراهيم المصمودي بمدينة تلمسان.

## مواضيع ذات صلة
- قائمة أعلام الجزائريين
- المرجعية الدينية الجزائرية